# Flosjön, Medelpad
Flosjön är en sjö i Sundsvalls kommun i Medelpad och ingår i Ljungans huvudavrinningsområde.